# Iglenik (Novo mesto)

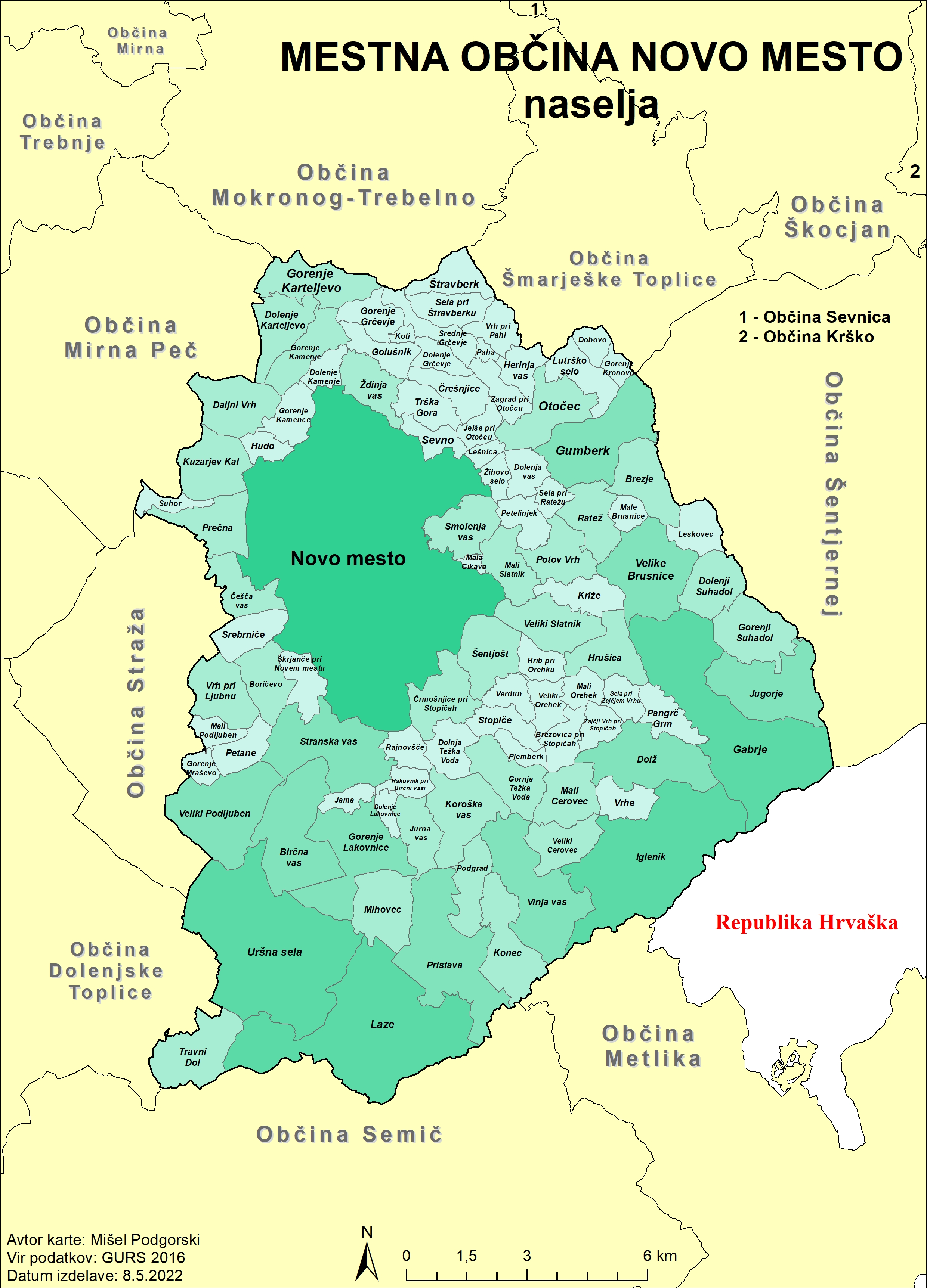
Ortschaften der Stadtgemeinde Novo mesto

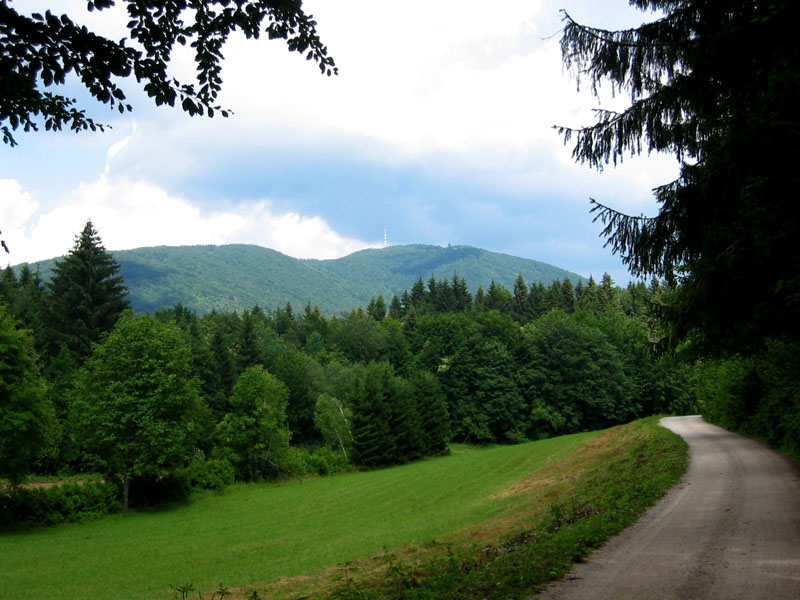
Landschaft bei Iglenik

Iglenik (deutsch: Iglenik)  ist der Name einer Ortschaft im Südosten Sloweniens, die zur Ortsgemeinschaft Dolž der Stadtgemeinde Novo mesto gehört.

## Lage
Der Ort liegt im westlichen Teil des Žumberak-Gebirges. Wie die umgebenden Orte ist Iglenik stark landwirtschaftlich geprägt. Das Dorf grenzt an die Siedlungen Gabrje im Norden, Dolž und Veliki Cerovec im Westen, Vinja vas und Jugorje pri Metliki im Süden. Die Grenze zu Kroatien ist gleichzeitig die östliche Grenze der Ortschaft.